# Luther Márton Szakkollégium
A Luther Otthon Szakkollégium a Magyarországi Evangélikus Egyház által fenntartott felsőoktatási kollégium. Először 1908-ban hozták létre Luther Otthon néven, majd 1952-ben bezárták. Több mint négy évtizednyi kényszerű pihenő után 1995-ben nyitotta meg kapuit újra Budapest 13. kerület, Vizafogó utca 2-4. szám alatt. Az intézmény kezdetben a Magyarországi Evangélikus Egyház középiskolai kollégiumával közös igazgatású volt. 
A Luther Otthon elsősorban evangélikus felekezetű, Budapesten felsőoktatásban részt vevő vidéki hallgatóknak biztosít szálláslehetőséget. 2000 óta szakkollégiumként működik. 
A szakkollégium célja: olyan evangélikus értelmiség képzése, akik a felsőoktatási tanulmányaik befejezése után a gyülekezetekben a lelkészek aktív munkatársaivá váljanak.

## Története
- A kollégium 1908-ban fiúkollégiumként nyitotta meg kapuit Luther Otthon néven, elitképzést biztosítva az akkori fiataloknak. Helye a mai Evangélikus Országos Iroda (Üllői út 24.) épülete volt.
- 1952-ben bezárták
- 1990-ben nyitotta meg újra kapuit középiskolai fiúkollégiumként, Luther Otthon néven. Új épületet kapott, mégpedig az egykori 13. kerületi munkásőrlaktanya épületét vette át.
- 1995-től főiskolai/egyetemi kollégium
- 2000-től Luther Márton Szakkollégium.
- 2022-23-as tanévtől új helyen, a Budapest 11. kerületében található Magyarországi Egyházak Ökumenikus Tanácsa székházának telkén épült 120 férőhelyes épületben működik tovább.

Szakkollégium munkája mára igen kiterjedt. Minden felvételt nyert hallgató tanulmányai mellett a szakkollégiumi oktatásban kötelezően részt kell vennie. Szakkollégiumi előadásokat a hallgatók maguk szervezik. Előadókat hívnak és hallgatnak a tudomány minden területéről.
Közös kulturális programokon vesznek részt. Heti áhítatokat látogatják, a keresztyén életben aktívan szerepet vállalnak.
Diákpresbitérium közösségi programokat szerveznek, mint például karácsonyi bál, kerti party.

## Elhelyezkedés
2022 júniusáig Budapest XIII. kerületében, a Vizafogó utca 2–4. alatt működött az intézmény.
2022-2023-as tanévtől a kollégium a Budapest XI. kerület Magyar tudósok körútja 3. alatt található. A kerület szívében elhelyezkedő épület közel található különböző egyetemekhez, mint például az ELTE, BME, amelyek sétatávolságon belül vannak. Tömegközlekedéssel más egyetemek is könnyen elérhetőek. 

## Névadó
Luther Márton